# Erioptera (Mesocyphona) distincta
Erioptera (Mesocyphona) distincta is een tweevleugelige uit de familie steltmuggen (Limoniidae). De soort komt voor in het Nearctisch gebied.